# Storgatan (tecknad serie)
Storgatan, i original Grand Avenue, är en amerikansk tecknad serie av Steve Breen. Den har publicerats regelbundet i över 150 amerikanska dagstidningar. På svenska har den bland annat publicerats i tidningen Serie-Paraden.
År 2001 gavs en samlingsvolym ut under namnet Your Grandma Rocks, Mine Rolls : a Grand Avenue Collection.
Steve Breen var verksam som skämttecknare för Asbury Park Press och hade i april 1998 tilldelats ett Pulitzerpris. I oktober 1998 meddelade Breen att han nått en överenskommelse med United Feature Syndicate om att syndikera en serie om två tvillingsyskon och deras farmor. Den första seriestrippen hade premiär den 5 april 1999 i 80 dagstidningar.
Steve Breen tecknade inledningsvis serien själv. År 2005 började även The Detroit Free Press skämttecknare Mike Thompson teckna serien. År 2009 formaliserades samarbetet och Thompson blev medskapare till serien.

## Persongalleri

### Huvudfigurer
- Gabby MacFarlane – En tjej med ett av de högsta medelbetygen i sin klass, i motsats till sin tvillingbror. Hennes farmor försöker ofta få henne att motionera, men misslyckas oftast.
- Michael MacFarlane – Gabbys tvillingbror. Har ett av de lägsta medelbetygen i sin klass, Gabby utnyttjar ofta det till att trycka ner honom. M. är intresserad av bl.a. teater.
- Kate MacFarlane – Gabbys och Michaels farmor. Har sedan seriens premiär i Sverige försökt att gå ner i vikt, bl.a. genom att köpa fettfri mat och motionera. Hon har tagit hand om Gabby och Michael sedan de varit små, de riktiga föräldrarna gör inga framträdanden i serien.
- Rudy MacFarlane – Michaels hund, som brukar bita sönder Mrs. MacFarlanes skor och äta upp Gabbys läxor. Gillar även att retas med kvarterets katter.

### Övriga figurer
- Ed – Familjen MacFarlanes granne. Är gift men har inga barn. Gillar att arbeta i trädgården och att spela olika instrument. I en del av serien imiterar han Little Richard och Elvis Presley.
- Barnaby – Sur gubbe som bor på samma gata som MacFarlane, avskyr barn. Har en syster som heter Alberta, som Michael förväxlar Barnaby med. Gabby och Michael kallar honom för Farbror Barnaby.
- Brevbärare – En brevbärare, helt enkelt. Levererar post på Storgatan.